# Bernardia mexicana
Bernardia mexicana är en törelväxtart som först beskrevs av William Jackson Hooker och George Arnott Walker Arnott, och fick sitt nu gällande namn av Johannes Müller Argoviensis. Bernardia mexicana ingår i släktet Bernardia och familjen törelväxter. Inga underarter finns listade i Catalogue of Life.